# Beilenstein
Beilenstein ist ein abgegangenes Dorf, das sich als Wüstung im Truppenübungsplatz Grafenwöhr  von Bayern befindet. Beilenstein lag etwa drei km östlich von Auerbach in der Oberpfalz und 2 km südwestlich von Hopfenohe. Die Reste von Beilenstein werden als Bodendenkmal der Gemeinde Grafenwöhr unter der Aktennummer D-3-6336-0016 als „untertägige mittelalterliche und frühneuzeitliche Befunde in der Wüstung Beilenstein“ erwähnt.

## Geschichte
Beilenstein war ein zur Pfarrei Hopfenohe zugehöriger Weiler. Er wurde wie die ganze Gegend durch Kaiser Heinrich II. 1008 für die Gründung des Bistums Bamberg gestiftet und ein Bamberger Lehen. Vermutlich nach dem Tod des Friedrich III. von Pettendorf kam Beilenstein 1119 als Stiftsgut an das Kloster Micheldorf. 1388 verlieh Bischof Lamprecht von Brunn den zwei Freistifthöfen zum „Peglenstein“ dasselbe Forstrecht wie im Veldensteiner Forst. Von 1119 bis zur Säkularisation von 1803 reichten die zwei Höfe zum „Peilenstein“ ihren Zehnt an das Kloster Michelfeld, diesem gehörten sie auch mit der niederen Gerichtsbarkeit und der Ehehaft an. Während des Dreißigjährigen Krieges wurden die Höfe von Beilenstein zum Teil abgebrannt und verwüstet; erst gegen Ende des 17. Jahrhunderts wurden die Höfe Kellermannhof und Steinbauernhof wieder aufgebaut und die Felder bestellt. 1867 entstand durch Teilung des Kellermannhofes das Wohnhaus Nr. 3 (Beim Friedl).
Die drei Beilensteiner Bauernhöfe wurden 1937/38 vom Staat abgelöst und die Bewohner verstreuten sich in verschiedene Orte (z. B.  Oberhollerau, Oberparkstetten, Neumarkt-Sankt Veit oder Auerbach) von Bayern.